# Schelesnogorsk (Krasnojarsk)
Schelesnogorsk (russisch Железного́рск; bis 1994 Krasnojarsk-26) ist eine geschlossene Stadt mit 84.795 Einwohnern (Stand 14. Oktober 2010) in Russland. Sie liegt in der Region Krasnojarsk im Föderationskreis Sibirien, etwa 60 km nordöstlich der Regionshauptstadt Krasnojarsk unweit des Flusses Jenissei. Die nächstgelegene Stadt ist Sosnowoborsk, 16 km südwestlich von Schelesnogorsk. Weitere zum Stadtkreis gehörende Orte sind Podgorny, Nowy Put, Tartat, Dodonowo und Schiwera.

## Geschichte
Die Stadt entstand ab 1950, als hier vom sowjetischen Atomenergieministerium die Produktion von waffenfähigem Plutonium in der kerntechnischen Anlage Schelesnogorsk (auch „Bergbau- und Chemiekombinat“, Горно-химический комбинат, genannt) aufgebaut wurde. Der Standort der Anlage wurde aus strategischen und technischen Gründen gewählt: Sie liegt von den Landesgrenzen weit entfernt, und zur Aufbereitung von Kühlwasser konnte der Jenissei genutzt werden.
1954 wurde dem Ort der Stadtstatus verliehen. Der Ortsname Schelesnogorsk besteht seit dem gleichen Jahr und bedeutet so viel wie „Stadt der eisernen Berge“. Aufgrund des geheimen Status der Atomindustrie trug die Stadt zur Sowjetzeit offiziell nur den Tarnnamen Krasnojarsk-26 und war auf keiner Landkarte verzeichnet. Auch bis heute ist Schelesnogorsk eine geschlossene Stadt, somit ist das Betreten für Ortsfremde nur mit Sondergenehmigung möglich.

### Bevölkerungsentwicklung
| Jahr | Einwohner |
| ---- | --------- |
| 2002 | 93.875    |
| 2010 | 84.795    |

Anmerkung: Volkszählungsdaten

## Wirtschaft und Verkehr
Von den knapp 100.000 Einwohnern von Schelesnogorsk arbeiten rund 8000 Beschäftigte in der kerntechnischen Anlage. Die andere große industrielle Anlage ist die ISS Reshetnev, ein Hersteller von Kommunikationssatelliten. Über siebzig Prozent der russischen Satelliten wurden in Schelesnogorsk gefertigt. Mitte April 2010 wurde der letzte Reaktor Russlands zur Produktion von waffenfähigen Plutonium in Schelesnogorsk abgeschaltet.
Die Stadt hat einen eigenen Eisenbahnanschluss über eine 30 km lange Strecke, die in Krasnojarsk von der Transsibirischen Eisenbahn abzweigt. Drei Stationen der Strecke liegen innerhalb der Stadt. Eine dieser drei Stationen (Kombinat) befindet sich unter der kerntechnischen Anlage und ähnelt von der Konstruktion her einem U-Bahnhof.

## Söhne und Töchter der Stadt
- Jewgeni Sudakow (* 1963), Boxer[4]
- Nikolai Chrenkow (1984–2014), Bobanschieber
- Dmitri Poljanski (* 1986), Triathlet
- Jewgeni Frolow (* 1988), Fußballtorwart